# Londonderry (Vermont)
Pour les articles homonymes, voir Londonderry (homonymie).
Londonderry est une ville située dans le comté de Windham, dans l'État du Vermont, aux États-Unis

## Source
- (en) Cet article est partiellement ou en totalité issu de l’article de Wikipédia en anglais intitulé « Londonderry, Vermont » (voir la liste des auteurs).